# 北陸商業銀行
北陸商業銀行（ほくりくしょうぎょうぎんこう）は、富山県に本拠を構えた北陸銀行の前身の銀行で、営業時期と設立母体の異なる2行が存在した。

## （初代）北陸商業銀行
富山の有力な売薬行商人で第百二十三国立銀行の設立に加わって同行の副頭取だった密田林蔵と同行の取締役だった中田清兵衛の2人が関わって、1896年（明治29年）4月8日に設立認可されて同年6月に開業したのが（初代）北陸商業銀行である。
設立の翌年である1897年（明治30年）10月1日に同年7月2日に営業満期国立銀行処分法により私立銀行へ転換した直後の十二銀行に吸収合併されて短期間で消滅している。

## （2代目）北陸商業銀行
1918年（大正7年）11月に田中銀行が改称したのが（2代目）北陸商業銀行である。
1921年（大正10年）に8月28日に（2代目）富山銀行に吸収合併されており、こちらも北陸商業銀行としての存続期間は3年に満たな短命なものであった。

## 共に北陸銀行に
戦争遂行のための国策として「一県一行」の方針が採られたことから、（初代）北陸商業銀行を合併した十二銀行と（2代目）北陸商業銀行を合併した（2代目）富山銀行は、高岡市を中心に営業していた高岡銀行、砺波市を中心に営業していた中越銀行と合併して北陸銀行となったため、初代と2代目の北陸商業銀行は何れも現在の北陸銀行の前身となった。

## 沿革
- 1896年（明治29年）
  - 4月8日：（初代）北陸商業銀行の設立が認可される[1]
  - 6月：（初代）北陸商業銀行が開業[1]
- 1897年（明治30年）10月1日：（初代）北陸商業銀行が十二銀行に吸収合併される[1]
- 1918年（大正7年）11月：田中銀行が（2代目）北陸商業銀行に改称[1]
- 1921年（大正10年）に8月28日：（2代目）北陸商業銀行が（2代目）富山銀行に吸収合併される[1]
- 1943年（昭和18年）
  - 7月27日：十二銀行と富山銀行、高岡銀行、中越銀行との4行により新設合併する北陸銀行の設立総会を開催[1]
  - 7月31日：北陸銀行が開業[1]